# Clues
Clues es el sexto álbum de estudio del cantante británico de rock Robert Palmer, publicado en 1980 por Island Records. En esta producción modifica su estilo al quitar las secciones de cuerdas de sus anteriores discos para enfocarse en el uso de la guitarra, los teclados y el sintetizador. De acuerdo con el sitio Allmusic Clues está orientado mayoritariamente al new wave y al rock, cuyo resultado final lo convierten en uno de sus álbumes más fuertes y consistentes. Para su grabación Palmer invitó a Andy Fraser —compositor de «Every Kinda People»— para tocar el bajo en dos canciones, al batería Chris Frantz de Talking Heads y al artista Gary Numan.
A pesar de que solo alcanzó el lugar 59 en el Billboard 200 de los Estados Unidos el 1 de noviembre de 1980. La situación en algunos países europeos fue bastante distinta, por ejemplo en el Reino Unido logró el puesto 31 en el UK Albums Chart, la mejor posición para uno de sus discos en dicha lista hasta entonces. En Alemania llegó hasta la casilla 6 del Media Control Charts, mientras que en Suecia alcanzó el primer lugar del conteo Sverigetopplistan. En cuanto a su promoción se publicaron tres sencillos, destacando a «Johnny and Mary» y «Looking for Clues» que se posicionaron en el UK Singles Chart en las casillas 44 y 33 respectivamente. Cabe señalar que ninguna de las dos canciones ingresó en la lista estadounidense Billlboard Hot 100, aunque «Looking for Clues» alcanzó el quinto puesto del Bubbling Under Hot 100 Singles.

## Lista de canciones
| N.º | Título                                       | Escritor(es)                | Duración |  |
| 1.  | «Looking for Clues»                          | Robert Palmer               | 4:52     |  |
| 2.  | «Sulky Girl»                                 | Palmer                      | 4:07     |  |
| 3.  | «Johnny and Mary»                            | Palmer                      | 3:59     |  |
| 4.  | «What Do You Care»                           | Palmer                      | 2:44     |  |
| 5.  | «I Dream of Wires»                           | Gary Numan                  | 4:34     |  |
| 6.  | «Woke Up Laughing»                           | Palmer                      | 3:36     |  |
| 7.  | «Not a Second Time» (versión de The Beatles) | John Lennon, Paul McCartney | 2:48     |  |
| 8.  | «Found You Now»                              | Palmer, Numan               | 4:37     |  |

## Músicos
- Robert Palmer: voz, guitarra, bajo, percusión y batería (pista seis)
- Kenny Mazur: guitarra (pistas uno, dos y siete)
- Alan Mansfield: guitarra (pista tres)
- Andy Fraser: bajo (pistas dos y siete)
- Paul Gardiner: bajo (pista cinco)
- Chris Frantz: batería (pista uno)
- Dony Wynn: batería
- Jack Waldman: teclados
- Gary Numan: teclados (pista cinco)